# Esporte Clube Sírio
L'Esporte Clube Sírio è una società polisportiva brasiliana con sede a San Paolo del Brasile. Venne fondata il 14 luglio 1917, originariamente come squadra di calcio.
L'attività del club si esplica in numerose attività sportive, ma il club è principalmente noto per la sezione cestistica. La squadra di pallacanestro vanta infatti la vittoria della Coppa Intercontinentale 1979, di 7 campionati brasiliani e di 8 campionati sudamericani per club.